# Double Dribble
Double Dribble é um antigo jogo de videogame da Konami, desenvolvido e lançado em 1986, e que simula uma partida de basquetebol. Foi o segundo jogo de arcade de basquete pela Konami, seguindo o Super Basketball. Grande parte da popularidade do jogo surgiu de aspectos incomuns em sua época, como as sequências de animação que mostram os jogadores de basquete realizando enterradas, bem como o hino dos Estados Unidos que tocava durante o modo de demonstração, sendo o primeiro arcade a introduzir o hino nacional estadunidense. Embora bem sucedido nos arcades, o jogo tornou-se verdadeiramente popular e recordado com sua conversão para a Nintendo Entertainment System em 1987.

## Recepção
Double Dribble recebeu críticas positivas dos críticos. A Allgame premiou o jogo com 5 de 5 estrelas. The Video Game Critic premiou o jogo com um B-, concluindo: "Embora um tanto irregular, Double Dribble contudo proporciona um jogo de basquete muito divertido e fácil de jogar." O editor Frank Provo da GameSpot revelou uma mistura de sentimentos em relação ao jogo, enfatizando que, depois de acumular alguns minutos de tempo de jogo, você vai começar a perceber algumas peculiaridades de design desagradáveis que, em última análise forçam você a jogar o jogo de uma determinada maneira. Provo também criticou a habilidade injusta dos jogadores do computador de alcançar o jogador.